# Ženy v černém

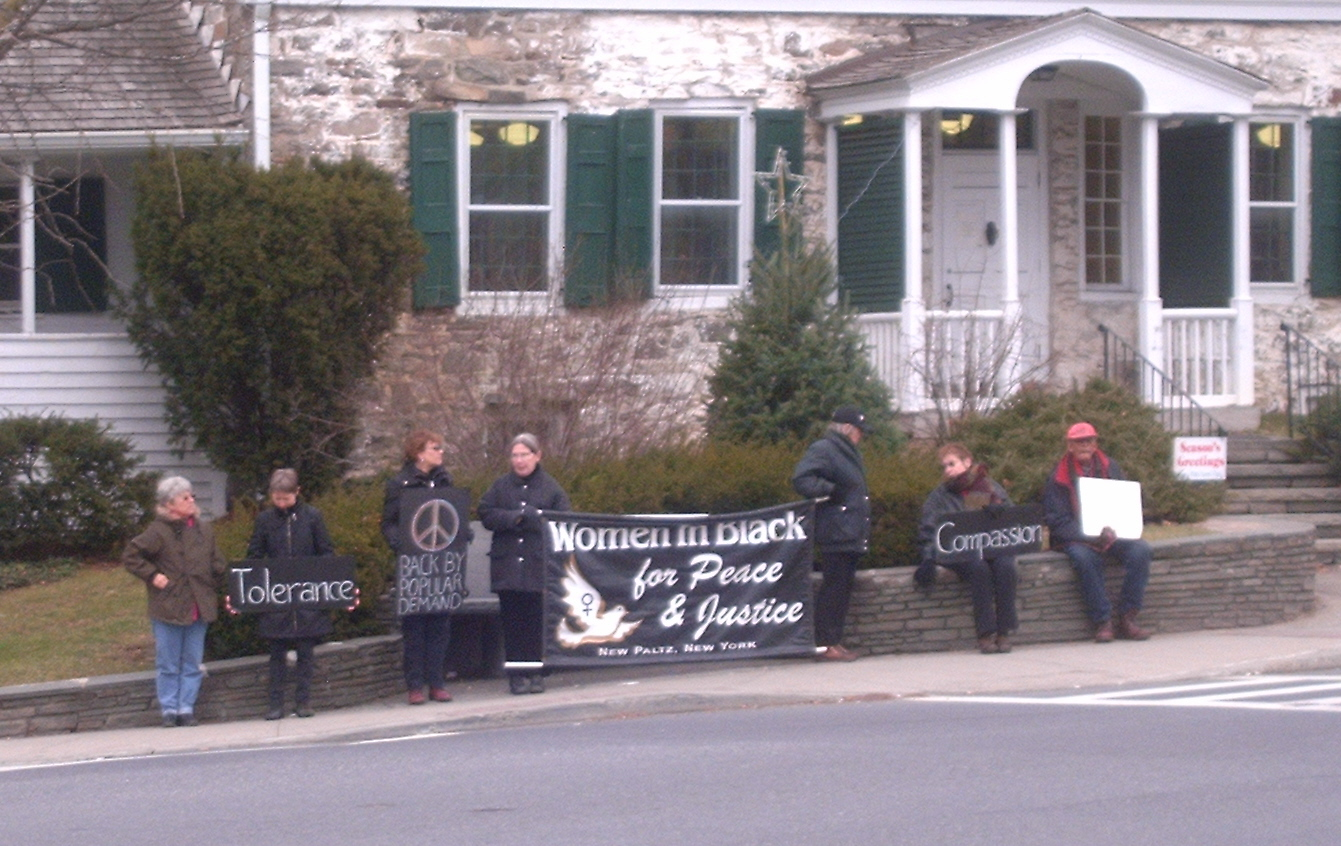
Ženy v černém pořádající protest ve městě New Paltz ve státě New York

Ženy v černém (hebrejsky בשחור נשים, Nashim BeShahor) je izraelské ženské protiválečné hnutí čítající celosvětově na 10 000 příslušníků. Bylo založeno v Jeruzalémě v roce 1988 po vypuknutí První intifády.

## Dějiny

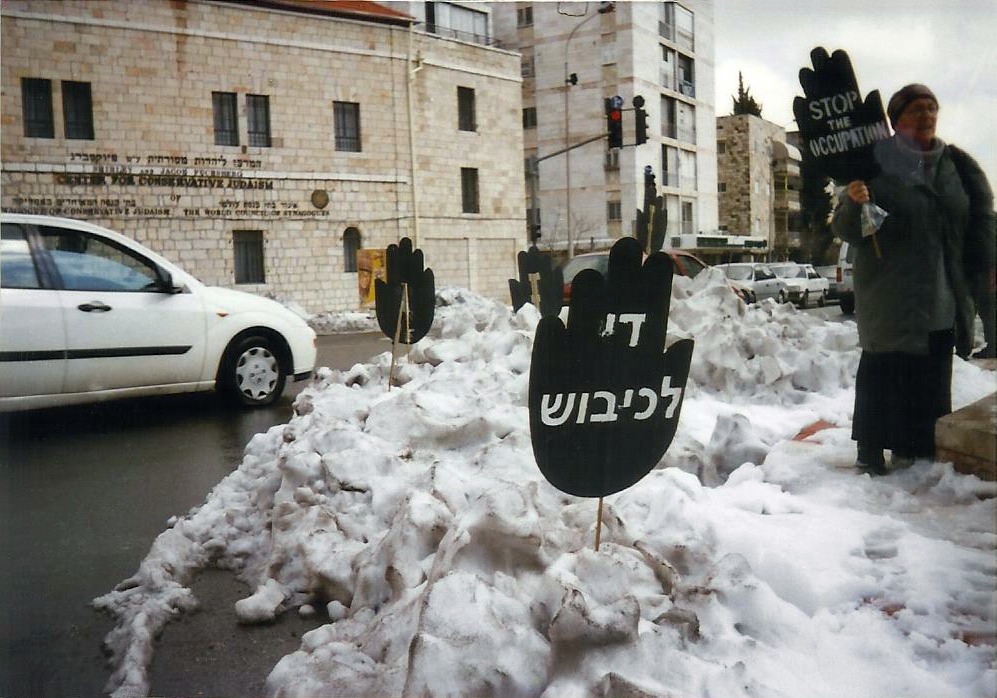
Ženy v černém pořádající protest na Pařížském náměstí v Jeruzalémě s výraznými černými značkami volajícími „Zastavte okupaci“ ve třech jazycích

V reakci na závažná porušování lidských práv izraelskými vojáky na okupovaných územích, držely ženy každý pátek v centru Jeruzaléma vigilii, při níž byly oděny v černém oblečení jako výraz truchlení pro všechny oběti konfliktu. Skupina zpočátku neměla jméno, avšak rychle se ztotožnila s tmavým oděvem, jež se pro jejich činnost stal charakteristickým.
Iniciativa se brzy rozšířila do dalších oblastí Izraele, kde se ženy se scházely na hlavních náměstích či meziměstských dálničních křižovatkách. Hnutí se vyznačovalo svou opozicí vůči okupaci, avšak nepřijalo žádný formální program. Jednotlivé místní skupiny tak byly autonomní při rozhodování o otázkách svého působení a organizace (umožnění účasti i mužům, politická příslušnost).
Při vyvrcholení Intifády se konalo 30 protestů na různých místech v zemi. Počet demonstrací se prudce snížil v roce 1993 po uzavření Dohody z Osla, avšak vzápětí došlo k jejich opětovnému nárůstu z důvodu stupňujícího se násilí, jehož účelem bylo zastavení mírového procesu.
První protesty byly v jiných zemích zahájeny v solidaritě s izraelským hnutím, později se však začaly zabývat i dalšími politickými a sociálními otázkami. Obzvláště pozoruhodná byla činnost skupiny Ženy v černém na území bývalé Jugoslávie, která se v 90. letech 20. století potýkala s nekontrolovatelným nacionalismem a nenávistí a často se setkávala s násilím ze strany nacionalistů.
Mezi další příklady působení hnutí patří Ženy v černém v Indii, které upozorňují na hinduistický fundamentalismus a s ním spojenému násilí na ženách, Ženy v černém v Itálii protestující proti válce a organizovanému zločinu nebo  Austrálii poukazující na problém domácího násilí.
I když každá skupina prosazuje vlastní cíle, udržují mezi sebou pravidelný kontakt prostřednictvím internetu a pořádáním každoroční mezinárodní konference. Jejich nejběžnější taktika spočívá v pravidelných tichých protestech na různých veřejných místech, jež se mohou přenést do roviny plnohodnotných argumentů v případě vyslovení zájmu veřejnosti. Proti aktivitám hnutí Ženy v černém vystupuje skupina s názvem Ženy v zeleném (Women for Israel's Tomorrow), jejichž příslušníci obvykle nosí zelené klobouky.
V roce 2015 se konala konference hnutí v Bangladore, Indii za účasti několika dalších feministických organizací.

## Politické postavení
Izraelská skupina Ženy v černém je jednou z mnoha místních organizací hlásících se k radikální levici.

## Ocenění
Rozvojový fond OSN pro ženy udělil hnutí v roce 2001 Miléniovou cenu míru. Ve stejném roce byly izraelské a srbské skupiny nominovány na Nobelovu cenu míru.